# 별비면
별비면(別非面)(또는 별비곡면(別非谷面))은 조선 중기부터 1914년 3월 31일까지 존속했던 경기도 양주군의 행정구역 중 하나였다.

## 역사
- 1466년 조선 세조 12년 : 양주목 전 지역의 면 설치와 동시에 별비곡면(別非谷面)을 설치. 이 지역의 해당 행정리는 덕송리, 화접리, 퇴계원리, 전도리, 동학동, 청학동, 흑석리[1], 덕동리[2]였다. 이 당시에는 리와 동이 같이 사용됐다고 한다. 다만, 당시의 동은 현재의 행정구역의 동과 달리 리에 해당된 수준의 작은 마을이었다.
- 1910년 9월 1일: 별비곡면(別非谷面)을 별비면(別非面)으로 개칭함.
- 1914년 4월 1일: 별비면(別非面)과 내동면(內東面) 전 지역(현재의 의정부시 고산동, 산곡동 전 지역)을 합쳐 현재의 별내면(別內面)으로 개칭. 다만, 당시 별비면(別非面) 흑석리는 현재의 의정부 버스 1, 1-1, 1-2번 정류장 이름 중 현재의 경기도 의정부시 산곡동 일부 지역에 속하는 검은돌 마을에 해당됐던 별비면 흑석리(黑石里)였다. 숫돌고개 너머의 월경지였으며, 1914년 당시의 내동면 전 지역은(內東面)은 의정부시 고산동, 산곡동이며, 이 지역들을 관할했다. 아울러 이 지역은 면 설치 이후부터 또 다른 월경지였던 서울특별시 노원구 상계3.4동의 당고개 너머 동막골과 희망촌, 그리고 당고개역을 지나 신상계초등학교 앞까지 해당됐던 덕동리 역시 관할했었다가 일제 강점기 이후 덕릉고개를 경계로 해당 지역을 노해면으로 편입한 것으로 확인된다. 별내동 또는 별내면의 지역 토박이에 의하면 현재의 수락산 귀임봉이 별내와 노원의 경계였다고 한다.
- 1980년 4월 1일: 고산리, 산곡리 및 청학리였던 숫돌고개 너머 지역인 흑석리 지역을 의정부시로 편입. 또한 과거 내동면 지역을 의정부시로 완전히 편입함.
- 당시 현재의 별내동지역도 과거 별비면의 한 지역이었기에 기술하자면, 이 지역의 당시 행정구역은 화접리는 삼안리, 화접동, 간촌리였고, 덕송리는 덕송리였다. 노원면 불암동(지금의 202번 종점 일대)은 1914년 4월 1일 이후 별내면 화접리에 속했다. 또한 현재의 전도치터널이 있는 마을은 전도리였고, 동촌리, 허지동, 서촌리, 내곡리, 전도리(全道里)까지 별비면에 속했다고 한다. 사실상 해당 지역들도 전도치 너머의 월경지였다. 이 지역들 역시 별내면으로 속하지 않게 되었고, 진접면에 속하게 되었고 지금의 진접읍에 이른다.

현재 이 지역은 경기도 남양주시 별내면과 별내동, 퇴계원읍을 관할했으며, 양주군 별내면을 거쳐 별내신도시가 개발된 이후 각각 지금의 별내면과 별내동, 퇴계원면, 그리고 의정부시 산곡동에 이른다.
이 지역은 현재 서울특별시 노원구 상계4동의 당고개 너머 동막골과 희망촌, 그리고 당고개역과 신상계초등학교까지에 해당하는 덕동리, 의정부시에 속하는 고산리(현 고산동), 산곡리(현 산곡동), 별내면 전 지역에 속하는 청학리, 용암리, 광전리, 별내동에 속하는 덕송리, 화접리, 그리고 퇴계원면에 속하는 퇴계원리를 관할했었다.

## 같이 보기
- 의정부시
- 별내면
- 남양주시
- 양주시
- 양주군
- 해등촌면
- 노해면